# Agryz
Agryz (in russo Агрыз?; in tataro Әгерҗе, Ägerce) è una città della Russia che si trova nella Repubblica autonoma del Tatarstan. Fondata nei pressi di una stazione ferroviaria aperta nel 1915, ottenne lo status di città nel 1938, sorge sul fiume Iž, circa a 304 chilometri a est di Kazan' ed è capoluogo dell'Agryzskij rajon. Nel 1989 la popolazione ammontava a 19.732 abitanti, nel 2002 a 18.620.